# Leptostigma weberbaueri
Leptostigma weberbaueri är en måreväxtart som beskrevs av Francis Raymond Fosberg. Leptostigma weberbaueri ingår i släktet Leptostigma och familjen måreväxter. Inga underarter finns listade i Catalogue of Life.